# Bagolykeszeg
A bagolykeszeg (Abramis sapa) a csontos halak (Osteichthyes) főosztályába a sugarasúszójú halak (Actinopterygii) osztályába a pontyalakúak (Cypriniformes) rendjébe és a pontyfélék (Cyprinidae) családjába tartozó faj. Népies elnevezései közé tartozik még a bagókeszeg, bagoly, baglya, száp, szápókeszeg.

## Előfordulása
Előfordulásának nyugati határát a Duna képezi, keleten egészen az Urálig előfordul nagyobb folyókban és tavakban. Hazánkban szinte minden nagyobb folyóban és állóvízben megtalálható. Társas természetű, elsősorban a folyók mély, húzósabb part menti vizeiben él.

## Szaporodása
Április-májusban ívik és jellegzetessége, hogy hím egyedei ilyenkor nászkiütéseket viselhetnek. Az ikrákat dús növényzetű parti részeken rakja le. Az ivarérettséget 3-4 éves korában éri el és élőhelyétől függően ikraszáma 100 000-től (Duna) 8000-ig (Dnyeper) változhat.

## Megjelenése
A legnagyobb testhossz 30 cm lehet, amihez 60-70 dkg tömeg párosul. Testtömege a 2 kilogrammot is elérheti. A bagolykeszeg a lapos keszeg legközelebbi rokona. Alakra megegyezik vele, megkülönbözteti azonban tömpe, szájra boruló orra, alsó állású szája. A hátéle a fejtől a hátúszóig, a has a hasúszó mögött a végbélnyílásig pikkelytelen. A faroknyél rövid és alacsony, a farokúszó mélyen bemetszett, alsó lebenye hosszabb a felsőnél. Háta szürkésbarna, sötétszürke, oldala erősen ezüstös csillogású, a hasa fehér. Úszói szürkék, enyhén sárgás árnyalatúak. Páratlan úszói fekete szegéllyel díszítettek.

## Horgászata
A bagolykeszeg harcos hal, horgászati szabályozás alá Magyarországon nem tartozik. Mivel a dévérhez hasonlóan táplálkozik, nehéz rá célzottan horgászni. Leginkább a dévér mellé beeső hal, ám ha egyet sikerült kifogni, biztos, hogy a továbbiakban több bagoly akad horgunkra, mint dévérkeszeg.